# Bisdom Ischia
Het bisdom Ischia (Latijn: Dioecesis Isclana; Italiaans: Diocesi di Ischia) is een in Italië gelegen rooms-katholiek bisdom met zetel in de stad Ischia op het gelijknamige eiland. Het bisdom behoort tot de kerkprovincie Napels, en is, samen met de aartsbisdommen Capua en Sorrento-Castellammare di Stabia, de bisdommen Acerra, Alife-Caiazzo, Aversa, Caserta, Nola, Pozzuoli, Sessa Aurunca en Teano-Calvi en de territoriale prelatuur Pompeï, suffragaan aan het aartsbisdom Napels.

## Geschiedenis
Het bisdom Ischia werd opgericht in de 12e eeuw.

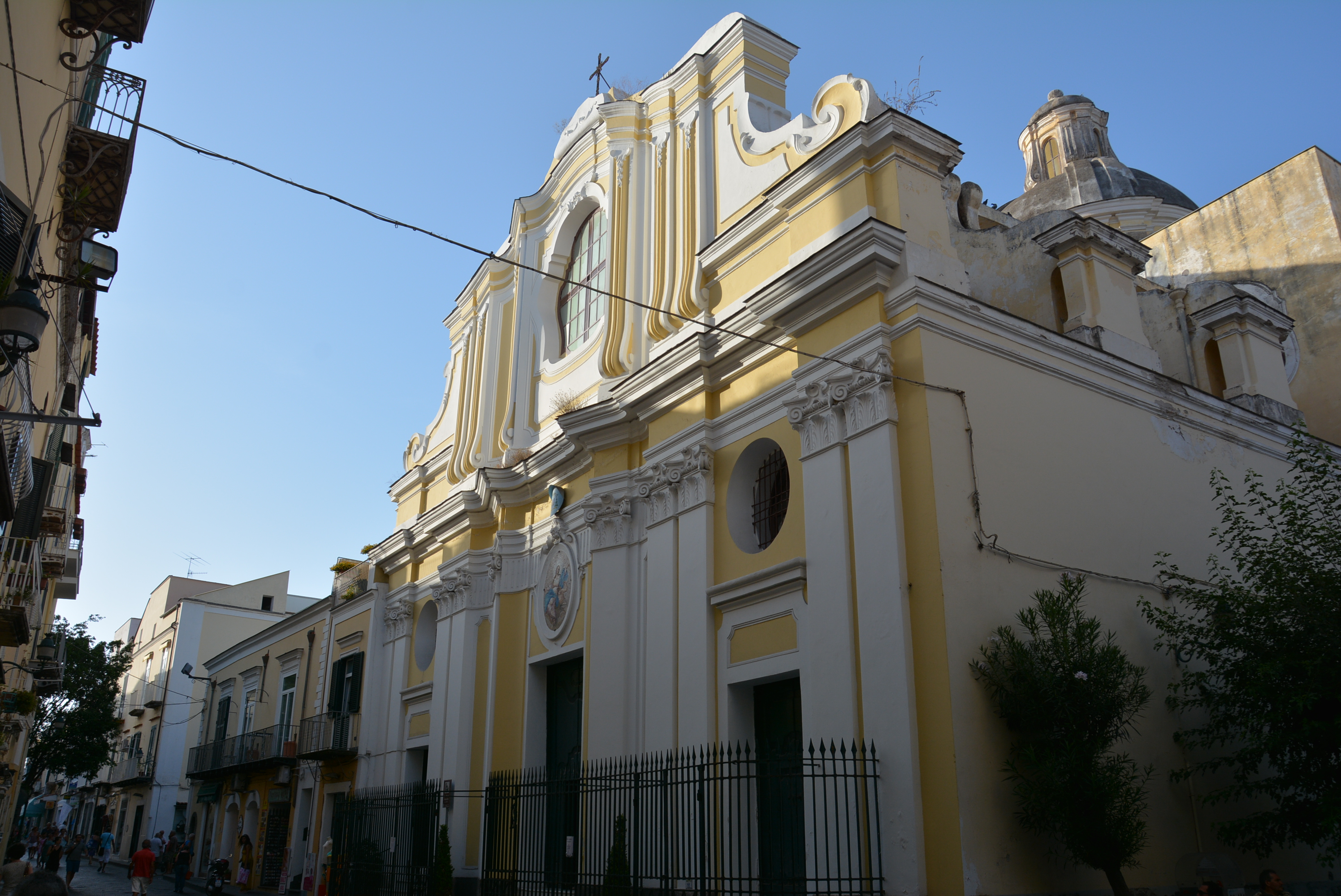
Kathedraal van Ischia
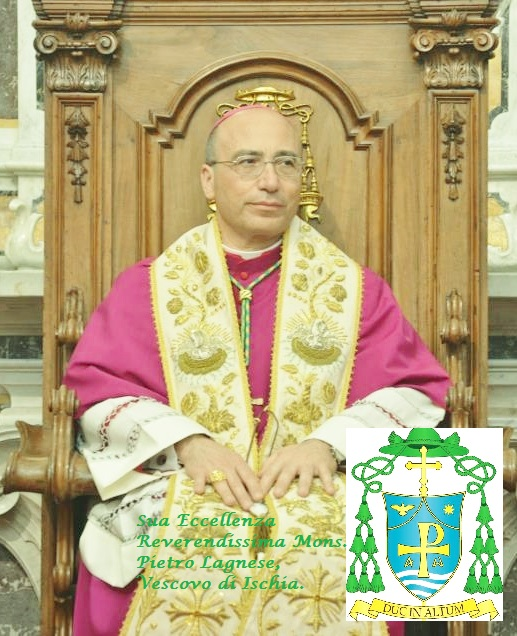
Bisschop Pietro Lagnese